# ON Semiconductor
ON Semiconductor (NASDAQ: ON) és una empresa de disseny i fabricació de components de semiconductor. Els productes inclouen circuits integrats de gestió de potència i senyal, portes lògiques, components discrets, dispositius per l'automòbil, comunicacions, computació, electrònica de consum, industrial, il·luminació LED, sectors mèdic, militar i espacial. ON Semiconductor és una de les 20 empreses mundials en vendes de semiconductors.

## Història
- 1999 : fundació, venia de ser una spinoff de Motorola.
- Adquisicions diverses : Cherry, TESLA, TEROSIL, LSI, AMI, Catalyst, PulseCore, CMD, SANYO, Aptina, Fairchild.

## Productes
ON Semiconductors té 3 segments : grup de solucions analògiques, grup de sensors d'imatge i grup de solucions de potència. Amb les àrees següents :
- Components Custom : ASICs, passius, memòries i sensors d'imatge.
- Components passius : transistors bipolars, diodes i rectificadors. IGBTs i FETs, Tiristors.
- Components de potència : convertidors AC/DC i reguladors, convertidors DC/DC.
- Components lògics ; generadors de rellotge, memòries, portes lògiques i microcontroladors.
- Components de gestió del senyal : amplificadors i comparadors, àidio i vídeo, potenciòmetres digitals, filtres EMI/RFI, interfícies, òptica, imatge i sensors de tacte.